# Jonathan Cleveland
Pour les articles homonymes, voir Cleveland (homonymie).
Jonathan Thomas Cleveland (né le 19 décembre 1970 à Fresno (Californie)) est un nageur canadien.
Aux Jeux olympiques d'été de 1992 à Barcelone, il est médaillé de bronze sur le relais 4x100 mètres quatre nages.